# Gardziec (powiat kamieński)
Gardziec (niem. Gut Garz) – dawna wieś w Polsce położona 1,5 km na zachód od wsi Śniatowo w województwie zachodniopomorskim, w powiecie kamieńskim, w gminie Kamień Pomorski.

## Historia
Po II wojnie światowej były folwark Gardziec utworzył gromadę w gminie Kozielice, obejmującą wieś Gardziec oraz przysiółki Ganiec i Giżkowo. 1 stycznia 1952 gminę Kozielice przekształcono w gminę Wysoka Kamieńska.
Wraz z reformą administracyjną znoszącą gminy, Gardziec włączono do nowo utworzonej gromady Górki, a po jej zniesieniu 31 grudnia 1959 – do gromady Chomino. W latach 1975–1998 obszar ten administracyjnie należał do województwa szczecińskiego.
Miejscowość zlikwidowano na potrzeby budowy wojskowego lotniska zapasowego (lotnisko Śniatowo), wykorzystywanego wspólnie przez lotnictwo Wojska Polskiego i Armii Czerwonej. Lotnisko zajmowało obszar ok. 287 ha. 18 kwietnia 1991 zostało przekazane pod wyłączny zarząd RP i zamknięte. Obecnie znajduje się tam farma wiatrowa Śniatowo. Gardziec leżał u zachodniego wierzchołka pasu startowego lotniska.